# دیک اسمیت (چهره‌پرداز)
دیک اسمیت (انگلیسی: Dick Smith) چهره‌پرداز اهل کشور آمریکا بود. به خاطر مهارتش در این حرفه به وی لقب «پدرخواندهٔ چهره‌پردازی» داده بودند. این هنرمند در سال ۱۹۸۵ جایزه اسکار برای بهترین چهره‌پردازی و مدل مو را به خاطر فیلم آمادئوس برنده شد.